# 2064
Évszázadok: 20. század – 21. század – 22. század
Évtizedek: 2010-es évek – 2020-as évek – 2030-as évek – 2040-es évek – 2050-es évek – 2060-as évek – 2070-es évek – 2080-as évek – 2090-es évek – 2100-as évek – 2110-es évek
Évek: 2059 – 2060 – 2061 – 2062 –  2063 – 2064 – 2065 – 2066 – 2067 – 2068 – 2069
2064-es év (MMLXIV) a Gergely-naptár szerint keddi nappal kezdődik.

## Várható események
- Nyári olimpiai játékok
- Február 17. – A Kongói Demokratikus Köztársaságban, Tanzániában, az Indiai-óceánon, Indiában, Tibetben és Kínában látható gyűrűs napfogyatkozás.[1]
- Augusztus 12. – Teljes napfogyatkozás, amely a Csendes-óceánon, Chilében és Argentínában látható.[2]
- Egyes kutatások[3] szerint 2064-re az Amazonas-medence trópusi esőerdeje teljesen ki fog pusztulni.[4]

## Képzeletbeli események
- A 2064: Read Only Memories (wd)cyberpunk stílusú kalandjáték történetének cselekménye.[5]
- A 964 Pinocchio(wd)című japán horrorfilm cselekménye.[6]